# نائب الأمين العام للأمم المتحدة
نائب الأمين العام للأمم المتحدة هو منصب لمن ينوب عن الأمين العام الأمم المتحدة. وقد أنشئ المكتب لمعالجة العديد من المهام الإدارية للأمين العام، والمساعدة في إدارة عمليات الأمانة العامة، وضمان اتساق الأنشطة والبرامج.
عُينت أمينة محمد من نيجيريا نائبة للأمين العام آنذاك الأمين العام المعين أنطونيو غوتيريس. وقد تولت أمينة المنصب في نفس اليوم الذي بدأ فيه غوتيريس ولايته في 1 يناير 2017.

## المسؤوليات
تشمل المسؤوليات التي يفوضها الأمين العام عموما لنائب الأمين العام ما يلي:
- مساعدة الأمين العام في إدارة عمليات الأمانة العامة.
- يعمل لدى الأمين العام في مقر الأمم المتحدة في حين غياب الأمين العام وفي الحالات التي يقررها الأمين العام.
- دعم الأمين العام في كفالة الاتساق بين الأنشطة والبرامج فيما بين القطاعات وفيما بين المؤسسات، ودعم الأمين العام في الارتقاء بمكانه الأمم المتحدة وقيادتها في المجالين الاقتصادي والاجتماعي، بما في ذلك بذل المزيد من الجهود لتعزيز الأمم المتحدة بوصفها مركزا رائدا للسياسات الإنمائية والمساعدة الإنمائية.
- تمثيل الأمين العام في المؤتمرات والمهام الرسمية والاحتفالات وغيرها من المناسبات التي يقررها الأمين العام.
- الاضطلاع بالمهام التي يحددها الأمين العام؛ والمدير في مكتب نائب الأمين العام مراقب لمجموعه الأمم المتحدة الإنمائية.[4]

## التاريخ
كانت الكندية لويز فريشية النائبة الأولى للأمين العام للأمم المتحدة، التي شغلت المنصب من 1998 إلى 2005. وقد عينها الأمين العام كوفي عنان في المنصب وتولت مهامها في 2 مارس 1998. في 2005، وردا على انتقادات من جانب رئيس الاحتياطي الفيدرالي الأمريكي السابق بول فولكر لفشله في إدارة برنامج النفط مقابل الغذاء في العراق، أعلنت فريشية استقالتها. وظلت في منصبها حتى 31 مارس 2006.
في مارس 2006 أعلن أن مارك مالوش براون من المملكة المتحدة سيخلف لويز فريشيت نائبا للأمين العام في 1 أبريل 2006. وقد ترك براون منصبه بالتزامن مع مغادره كوفي عنان أمينا عاما في 31 /ديسمبر 2006.

## قائمة نواب الأمين العام

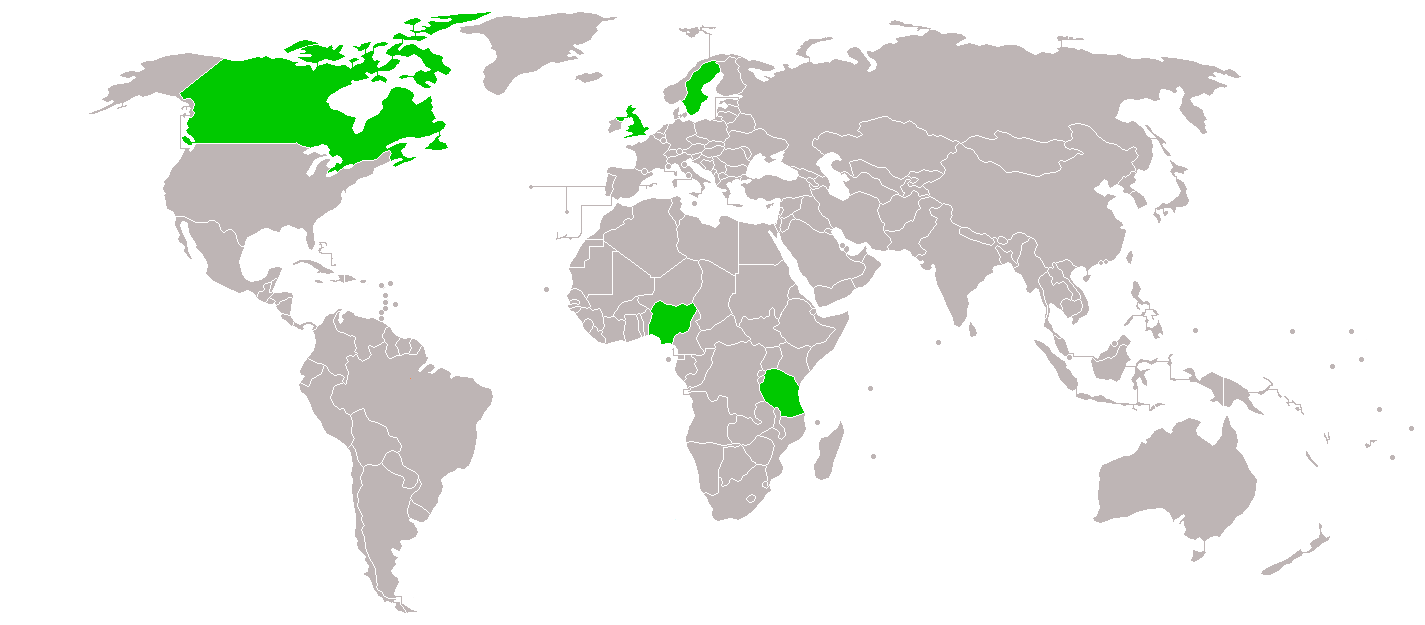
البلدان التي كان لها وظيفة نائب الأمين العام للأمم المتحدة.

| رقم | نائب الأمين العام | صورة | الدولة          | الفترة                                              | الأمين العام    |
| --- | ----------------- | ---- | --------------- | --------------------------------------------------- | --------------- |
| 1   | لويز فريشيت ‏      |      | كندا            | 2 آذار / مارس 1998 – 1 نسيان / أبريل 2006           | كوفي أنان       |
| 2   | مارك مالوك براون ‏ |      | المملكة المتحدة | 1 نيسان / أبريل 2006 – 31 كانون الأول / ديسمبر 2006 | كوفي أنان       |
| 3   | آشا روز ميجيرو    |      | تنزانيا         | 5 شباط / فبراير 2007 – 1 تموز / يوليو 2012          | بان كي مون      |
| 4   | يان الياسون       |      | السويد          | 1 تموز / يوليو 2012 – 31 كانون الأول / ديسمبر 2016  | بان كي مون      |
| 5   | أمينة محمد        |      | نيجيريا         | 1 كانون الثاني / يناير 2017 – الآن                  | أنطونيو غوتيريش |